# 在マイアミ日本国総領事館
在マイアミ日本国総領事館（英語: Consulate-General of Japan in Miami）は、アメリカ合衆国南東部の主要都市マイアミに設置されている日本の総領事館である。
管轄地域はフロリダ州。

## 所在地
Brickell City Tower, Suite 3200, 80 S.W. 8th Street, Miami, Florida 33130

## 主要事件

### 大使館職員の新型コロナウイルス感染（2020年）
2020年4月9日、さかのぼる3月28日から新型コロナウイルス感染の疑いにより欠勤していたアメリカ人大使館職員が検査の結果コロナウイルスに感染していたことが判明し、翌10日に日本国外務省が公表した。3月下旬以降、チェコ、アメリカ合衆国、北マケドニア、イランにある日本国大使館で新型コロナウイルス感染者を出していたが、日本国総領事館で感染者が確認されたのはマイアミが初めて。